# Dicerorhinus
Genre
Dicerorhinus est l'un des quatre genres de la famille des Rhinocerotidae. Ce genre ne compte qu'une espèce actuelle, vivant en Asie orientale, le rhinocéros de Sumatra (Dicerorhinus sumatrensis).

## Liste des espèces disparues
- Dicerorhinus etruscus Falconer, 1859
  - Dicerorhinus etruscus brachycephalus Schroeder, 1903
- Dicerorhinus hemitoechus : le Rhinocéros de prairie, ou Rhinocéros des steppes
- Dicerorhinus mercki Kaub, 1851 : le rhinocéros de Merck[1]